# 한승원 (1988년)
한승원(본명 : 김진엽, 1988년 11월 27일 ~ )은 대한민국의 배우이자 가수이다.

## 학력
- 고려대학교 신소재공학과

## 출연작

### 영화
- 《대결》 (2016년) - 소매치기범 역
- 《커피메이트》 (2017년) - 젊은 희수 역
- 《청산, 유수》 (2021년)
- 《둠둠》 (2022년) - 민기 역

### 드라마
- 《내 마음 반짝반짝》 (SBS, 2015년) - 형식 역
- 《하트 투 하트》 (tvN, 2015년)
- 《두근두근 스파이크 2》 (웹드라마, 2016년)
- 《이판사판》 (SBS, 2017년) - 이차원 역
- 《추리의 여왕 2》 (KBS2, 2018년) - 이인호 역
- 《사생결단 로맨스》 (MBC, 2018년) - 차재환 역
- 《드라마 스테이지 - 인출책》 (tvN, 2018년) - 주환 역
- 《보이스 3》 (OCN, 2019년) - 한초롱 역
- 《KBS 드라마 스페셜 - 집우집주》 (KBS2, 2019년) - 김유찬 역
- 《사랑은 뷰티풀 인생은 원더풀》 (KBS2, 2019년) - 백림 역
- 《도시남녀의 사랑법》 (Netflix, 2020년) - 강민수 역
- 《하이클래스》 (tvN, 2021년) - 정미도 역
- 《갯마을 차차차》 (tvN, 2021년) - 이강욱 역 (특별출연)
- 《사랑의 꽈배기》 (KBS2, 2021년) - 박하루 역
- 《원경》 (tvN, 2025년) - 민무구 역

### 방송
- 《너의 목소리가 보여 시즌 3》 (Mnet, 2016년)

### 연극
- 《죽여주는 이야기》 - 안락사 역

### 뮤직비디오
- 퍼펄즈 - 나쁜짓 (2015년)

### 광고
- ZOO COFFEE (2015년)
- 올레 CLiP (2015년)
- 삼성전자 기프티툰 (2015년)
- 한화 기업 (2015년)
- 공익광고 고용노동부 (2015년)
- 파티게임즈 카카오게임 아이러브맞고 (2015년)
- 카스 (2016년)
- YBM 기업 광고 (2016년)

## 음반
- 《나는 그 사람이 아프다 나는 그 사람이 아프다》 (2011년)
- 《이별없는 사랑》 (2012년)

OST
- 《싸인 OST》 (2011년)

## 수상 및 후보
| 연도 | 시상식       | 부문                        | 작품          | 결과 |
| ---- | ------------ | --------------------------- | ------------- | ---- |
| 2022 | KBS 연기대상 | 일일드라마 부문 남자 우수상 | 사랑의 꽈배기 | 후보 |